# N.V. Plaatmetaalindustrie Van Mouwerik en Bal
N.V. Plaatmetaalindustrie Van Mouwerik & Bal, beter bekend als Moubal, was een Nederlands metaalbewerkingsbedrijf. Het bedrijf werd op 1 december 1915 opgericht door Pier van Mouwerik en Cornelis Willem Bal. In de beginjaren was het bedrijf gevestigd aan de Nobeldwarsstraat 13 in Utrecht, dat diende als pakhuis van Kromme Nieuwegracht 36, waar Uitgeverij H. Honig was gevestigd. Later verhuisde Moubal naar Zeist, waar het verder groeide als specialist in plaatmetaalbewerking.

## Producten
Moubal was actief in het stansen en extruderen van metalen. Een bekend nevenproduct van het bedrijf was het constructiespeelgoed Mobaco, dat werd ontwikkeld in 1924. Dit bouwsysteem bestond uit houten palen en kartonnen panelen waarmee kinderen gebouwen konden construeren. Mobaco werd geproduceerd tot 1961 en genoot in Nederland en daarbuiten populariteit.
In 1949 nam Hausemann & Hötte (H&H) de marketing en distributie van Mobaco over, waarna het onder het merk Jumbo werd verkocht. De productie van de onderdelen bleef in handen van Moubal, terwijl de Nederlandse Spellenfabriek (NSF) in Amsterdam de verpakking verzorgde.

## Sluiting
Eind jaren 1950 nam de vraag naar Mobaco af en in 1961 werd de productie beëindigd. Moubal bleef actief in de metaalindustrie, maar uiteindelijk werd het bedrijf in 1981 gesloten. Door het ontbreken van bedrijfsarchieven is het lastig om een volledig overzicht van de activiteiten en innovaties van Moubal te reconstrueren.